# Brački vitalac
Brački vitalac – tradycyjne chorwackie danie mięsne (podrobowe) z jagnięciny pochodzące z wyspy Brač na Adriatyku. Tamtejsza kuchnia lokalna była mieszanką pierwotnych tradycji kulinarnych wyspy, a także zwyczajów żywieniowych imigrantów z obszaru dynarskiego dalmatyńskiej Zagory oraz Bośni i Hercegowiny.
Głównym składnikiem potrawy są wnętrzności jagnięce lub koźlęce (wątroba, śledziona, serce i płuca). Najchętniej używa się tzw. mlecznej jagnięciny, tj. pochodzącej od zwierzęcia, które jeszcze ssie mleko matki i nie zaczęło jeść traw. Podroby są nadziewane, solone (sól morska) i zawijane w jelito jagnięce, a potem pieczone na obrotowym ruszcie nad otwartym żarem z węgla (dawniej był to długi patyk świerkowy lub grabowy, następnie zwykły szpikulec metalowy). Po upieczeniu potrawę kroi się w plasterki i serwuje z chlebem i cebulą dymką. Jest to najczęściej przekąska w oczekiwaniu na upieczenie całego jagnięcia.
Spożywanie podrobów było na niezbyt zamożnej wyspie normą – brački vitalac wywodzi się również z tej kuchni niedostatku. Popularny był wśród pasterzy owiec, chętnie spożywany na święto Wniebowzięcia, w grupach, wieczorem, przy sezonowych ucztach z jagnięciną.
Potrawa znajduje się od 2007 na Liście Chronionych Niematerialnych Dóbr Kulturowych Republiki Chorwackiej.